# Juventud en éxtasis
Juventud en éxtasis es el segundo álbum de estudio del grupo mexicano de electropop María Daniela y su sonido lasser, publicado en el año 2007.

## Lista de canciones
1. Pecadora normal
2. Pobre estúpida
3. Asesiné a mi novio  (cover del grupo Aerolíneas federales)
4. Tu sombra
5. Es mejor así
6. Qué vas a hacer
7. Dame más
8. Pinta un bosque
9. Amor fugaz
10. 100 x hora
11. Duri, duri  (cover del grupo Clíck)
12. Lucca (Juventud en éxtasis)
13. Para Luis (Drop the chalupa)  (bonus track)

## Contenido lírico
Pecadora normal: Habla de una joven que disfruta yendo a fiestas sin importarle lo que piensen de ella los demás. Aunque algunos entiendan su comportamiento como pecaminoso, la protagonista se considera una persona normal.
Pobre estúpida: Canción un tanto jocosa que habla de una joven que le robó el novio a otra. A pesar de imitarla en todo lo posible —forma de andar, de vestir, etc— la protagonista acaba dándose cuenta de que su novio quiere más a la otra chica.
Asesiné a mi novio: Es una canción que habla sobre una joven que describe a su novio como una persona que no la quiere y solo juega con ella, motivaciones por las que planea, con éxito, su asesinato.
Tu sombra: Esta canción habla sobre una pareja que se amaba «locamente», como refleja el texto, pero que termina separada por otras causas. La protagonista femenina se refiere después a la relación como algo muy especial.
Es mejor así: El tema es nuevamente el amor en la juventud. Se refiere aquí a una pareja que había vivido momentos muy felices hasta que él se «delató con sus besos». Ella lo abandona y, aparentemente, está mejor sin él.
Qué vas a hacer: Canción muy diferente en cuanto a temática del resto del álbum. Trata sobre la soberbia de algunas personas que solo buscan a otras de manera superficial o por mero interés.
Dame más: Habla sobre una joven cuya condición para enamorarse es recibir regalos caros.
Pinta un bosque: Relata la historia de un muchacho obsesionado con su novia hasta el punto de provocar que ésta se desespere, le abandone y no quiera saber más de él.
Amor fugaz: Habla de una pareja que se separa sin haber llegado a estar juntos. La protagonista termina enamorándose de él porque «el amor llegó como una explosión».
- Datos: Q6319011